# Papilio interjectana
Papilio interjectana är en fjärilsart som beskrevs av Vane-wright 1995. Papilio interjectana ingår i släktet Papilio och familjen riddarfjärilar. Inga underarter finns listade i Catalogue of Life.